# Yanis Varoufakis
Yanis Varoufakis (en griego: Ἰωάννης Βαρουφάκης, conocido también como Yanis Varufakis; Atenas, 24 de marzo de 1961) es un economista con doble nacionalidad greco-australiana, catedrático universitario, político y activo bloguero y escritor, autor de varios libros de política y economía. Es la cabeza visible del nuevo partido MeRA25 presentado el 21 de marzo de 2018, con el que se presentó a las elecciones griegas. Es también cofundador del movimiento paneuropeísta DiEM25 presentado en febrero de 2016. Asimismo es cofundador junto a Bernie Sanders de la organización Internacional Progresista (IP).
En 2015 fue elegido diputado del Consejo de los Helenos en las elecciones parlamentarias por la Coalición de la Izquierda (SYRIZA) y luego nombrado ministro de finanzas de Grecia. Con este cargo, fue miembro del primer gabinete del gobierno de Alexis Tsipras, desde el 27 de enero, hasta su dimisión, el 6 de julio de 2015, por diferencias con la posición del gobierno griego frente a la troika europea en el marco de la crisis de la zona euro. Fue profesor de teoría económica en la universidad de Atenas y antes colaborador, como economista, en la empresa Valve Corporation. Actualmente combina su labor política internacional con la docencia en la universidad de Texas en Austin.

## Biografía

### Vida académica
Tras realizar sus estudios secundarios en la escuela privada de Moraitis de Atenas Varoufakis estudió Economía matemática en la Universidad de Essex, y Estadística matemática en la Universidad de Birmingham. Entre 1983 y 1985 fue profesor de Economía Econometría en la Universidad de Essex, donde dos años más tarde obtuvo su grado de doctor en Economía. Desde 1986 trabajó como investigador y profesor (Research Fellow) en la Universidad de Cambridge. Además, ya era docente de otras universidades: Universidad de Anglia del Este, Glasgow y Sídney, antes de que en septiembre de 2000 recibiese su nombramiento como titular de la cátedra de  Economía en la Universidad Nacional y Kapodistríaca de Atenas. A partir de 2013 ha trabajado también como profesor invitado de la  Lyndon B. Johnson School of Public Affairs de la Universidad de Texas en Austin. Durante su desempeño en cargos públicos, mantuvo su posición como profesor de Teoría Económica en la Universidad de Atenas, aunque en excedencia. Varoufakis, estableció en el año 2002 en la Universidad de Atenas el Programa de Doctorado en Economía (UADPhilEcon) que dirigió hasta 2008.

### Actividad política

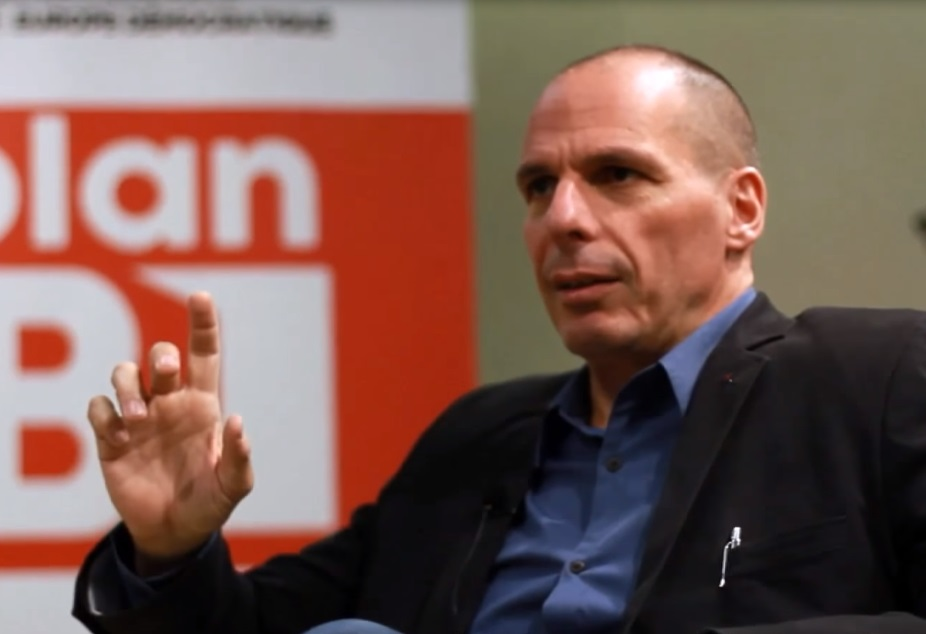
En una entrevista en febrero de 2016 en Madrid

Desde enero de 2004 a diciembre de 2006 Varoufakis fue asesor económico de Yorgos Papandréu, por aquel entonces máximo dirigente del PASOK, de cuyo gobierno iba a convertirse en un ferviente crítico unos años más tarde. Varoufakis es autor de varios libros sobre teoría de juegos y es un popular analista económico de medios de noticias como BBC Today, CNN, Sky News, Bloomberg TV y Russia Today entre otros. En noviembre de 2010 junto a Stuart Holland formó el Partido Laborista MP y como profesor de Economía en la Universidad de Coímbra, Portugal, publicó A Modest Proposal, un conjunto de líneas políticas económicas orientadas a la superación de la crisis del euro. Desde septiembre de 2011, Truman Factor publica artículos de Varoufakis en inglés y en español. Varoufakis compara el papel de la economía de los Estados Unidos desde 1970 con el resto del mundo y con la figura del minotauro. Dimitió como ministro el 6 de julio de 2015.

#### Cofundador del DIEM25 y MeRA25
Junto a otros activistas y políticos preparó entonces la creación del movimiento paneuropeo Movimiento Democracia en Europa 2025 DIEM25, del que fue cofundador, presentado el 8 de febrero de 2016 en Berlín y publicó: «no se que pasará en Berlín, si esto va a ser el fin».
El 21 de marzo de 2018 presentó un nuevo partido, el MeRA25 relacionado con el movimiento DIEM25 con el que concurrirá a las elecciones griegas.
En las elecciones del 7 de julio de 2019, Varoufakis regresó al parlamento griego. Su partido, MeRA25, obtuvo nueve escaños.

### Activismo social - Los muros de la globalización
Durante 2005 y 2006 Varoufakis viajó, junto con la artista Danae Stratou, a lo largo de siete muros o líneas establecidos a lo largo del mundo (en Palestina, Etiopía-Eritrea, Kosovo, Belfast, Chipre, Cachemira y la Frontera entre Estados Unidos y México). Stratou produjo «CUT: 7 dividing lines» («CUT: 7 líneas divisorias») mientras Varoufakis escribió textos que se convirtieron de considerable importancia político-económica en aquel momento, titulado «The Globalising Wall» («Los muros de la globalización»). En 2010 Stratu y Varoufakis fundaron el proyecto Vital Space.

### Valve Software
En marzo de 2012 Varoufakis fue economista residente en Valve Software, una gran compañía de videojuegos, donde investigó la economía digital que tomó forma espontáneamente en las comunidades transfronterizas de los jugadores de videojuegos, publicando un influyente blog sobre su investigación en Valve.

## Obra de Varoufakis
El grueso de sus libros se ha centrado en los aspectos económicos y políticos de la globalización y más concretamente de la situación de Estados Unidos y Europa ante la crisis financiera de 2008 y la Gran Recesión, así como sus causas y sus posibles soluciones. Critica la gestión de la crisis por las instituciones 'no democráticas europeas' (Eurogrupo, Ecofin) y señala como Estados Unidos, preocupado por sí mismo, también tiene una visión global más realista que la Unión Europea. Destaca las contradicciones de macroeconomía básica que se han impuesto en Europa para exclusivo beneficio de las élites del complejo industrial centroeuropeo -básicamente alemán- y de los tenedores del capital financiero, los rentistas, poniendo en la peor situación a los países períféricos y a todos los trabajadores del mundo. 
En relación con el comportamiento de la Fed en Estados Unidos señala, en su libro ¿Y los pobres sufren lo que deben?:

Los tipos de interés altos son fantásticos para aquellos que viven del dinero que no han ganado, los llamados rentistas, pero no tan buenos para los fabricantes que ven dispararse el coste de sus inversiones y derrumbarse el poder adquistivo de sus clientes. Combinar alto rendimiento del capital financiero con unas tasas de beneficios altas para las empresas estadounidenses no iba a ser nunca fácil, y Volcker lo sabía. Era una combinación que sólo podía darse si, por un lado, la Fed empujaba los tipos de interés hacia arriba mientras, al mismo tiempo, el gobierno federal fingía no darse cuenta y, de hecho, promovía legislaciones que aplastaran las perspectivas salariales reales de los trabajadores estadounidenses.

En su libro Comportarse como adultos: Mi batalla contra el establishment europeo critica la construcción europea y la defensa de los intereses de los acreedores frente a los ciudadanos de los líderes europeos así como su falta de representatividad democrática:

Europa es exactamente lo opuesto a democracia. Aunque es verdad que nuestros estados miembros son democracias en su funcionamiento, «Europa» (es decir, la Unión Europea) es una «zona libre de democracia». Y aquí está el enigma: Estados perfectamente democráticos han transferido todas las decisiones cruciales a un centro que carece totalmente de carácter democrático. En comparación, los defectuosos y muy problemáticos Estados Unidos son un parangón de democracia.

El director Costa Gavras dirigió en 2019 la película A puertas cerradas basada en el libro de Varoufakis Comportarse como adultos.

## Publicaciones

### Libros de Varoufakis
- 1990 - (con David P. T. Young, editores): Conflict in Economics. Hemel Hempstead: Wheatsheaf and New York: St Martin's Press.
- 1991 - Rational Conflict. Oxford: Blackwell.
- 1995 - (con Shaun Hargreaves-Heap) Game Theory: A critical introduction. Londres & N. York: Routledge.
- 1998 - Foundations of Economics: A beginner's companion. London and New York: Routledge.
- 2001 - (ed.) Game Theory: Critical Perspectives. Volumes 1-5, London and New York: Routledge.
- 2004 - (con Shaun Hargreaves-Heap) Game Theory: A critical text. London and New York: Routledge.
- 2011 - (con Joseph Halevi y Nicholas Theocarakis) Modern Political Economics: Making sense of the post-2008 world. Londres & N. York: Routledge.
- 2012 - «Economic Indeterminacy: A personal encounter with the economists' most peculiar nemesis», London and New York: Routledge.
- 2012 -  El minotauro global (trad. Carlos Valdés), Editorial Capitán Swing, ISBN 978-84-940279-6-3. En inglés original The Global Minotaur: America, the True Origins of the Financial Crisis and the Future of the World Economy. Zed Books, 2011]. Traducciones al alemán, griego, italiano y español. (reed. 2013 y 2015).[28]
- 2013 - Economic Indeterminacy: A personal encounter with the economists' most peculiar nemesis. London and New York: Routledge, (ISBN 0415668492)
- 2015 - Europe after the Minotaur: Greece and the Future of the Global Economy. London and New York: Zed Books (ISBN 9781783606085)
- 2016 - ¿Y los pobres sufren lo que deben? ¿Cómo hemos llegado hasta aquí por qué necesitamos un plan B para Europa?, Editorial Deusto, (ISBN 9788423425143). (And the Weak Suffer What They Must? Europe's crisis, America's economic future. New York: Nation Books, 2016, U.S. edition, ISBN 9781568585048; And The Weak Suffer What They Must?: Europe, Austerity and the Threat to Global Stability. London: The Bodley Head, 2016, UK edition, ISBN 9781847924032[29])
- 2017 - Talking to My Daughter about the Economy, The Bodley Head Ltd (ISBN 9781847924445)
- 2017 - Adults in the Room: My Battle With Europe’s Deep Establishment. London and New York: Random House (ISBN 9781473547827) - Comportarse como adultos: Mi batalla contra el establishment europeo, Deusto, 2017.[30][26][31]
- 2020 -  Otra Realidad: ¿Cómo sería un mundo justo y una sociedad igualitaria?, Deusto, 2021 (ISBN 9788423432271)  (Another Now: Dispatches from an Alternative Present, Bodley Head, ISBN 9781847925633).
- 2024 - Tecnofeudalismo: El sigiloso sucesor del capitalismo, Deusto, 2024 (ISBN 9788423436750)

### Artículos de Varoufakis
- Crisis griega,año 6: Una actualización, Yanis Varoufakis, Ola Financiera 18, mayo-agosto de 2014
- Artículos de Varoufakis en TrumanFactor
- ¿Por qué la economía mundial no se recupera? Un mundo sin el Minotauro Global, Y. Varoufakis, Sin Permiso, 11/11/2012
- Mensaje a los euroescépticos (de derecha e izquierda): quienes más despreciamos el euro somos quienes mayor obligación moral tenemos de contribuir a estabilizarlo, Y. Varoufakis, Sin Permiso, 4/11/2012
- La cólera antialemana del FMI y su relevancia para la periferia deprimida de la eurozona, Yanis Varoufakis, Sin Permiso, 9/06/13
- Cómo la pandemia ha acelerado la transición al postcapitalismo, Yanis Varoufakis, Sin Permiso, 20/09/2020.